# Веселин Бранев
Веселин Неделчев Бранев е български сценарист, кинорежисьор и писател.

## Биография
Потомък е на рода Браневи от град Клисура, брат на Георги Бранев – белетрист и кинорежисьор; родственик на художника и реставратор на икони Петър Бранев.
През 1956 г. завършва право в Софийския университет „Климент Охридски“.
Работи като инспектор в ДП „Разпространение на филми“ (1957), преводач в международния отдел на ЦК на ДКМС, редактор във в. „Вечерни новини“ (1958 – 1961), заместник главен редактор в „Редакция за чужбина“ при Славянския комитет (1970 – 1971) и редактор в сп. „Лъч“ (1972 – 1975). В Студия за игрални филми „Бояна“ е сценарист и режисьор от 1957 г. Член на Съюза на българските филмови дейци.
Над 40 негови кинорецензии са публикувани във в. „Народна култура“, в. „Вечерни новини“, в. „Народна младеж“ и др.
От 1997 г. живее в Канада. През 2007 г. издава мемоарния роман „Следеният човек“, който се превръща във важен фокус в българските дебати за взаимоотношенията на българската интелигенция и Държавна сигурност. През 2009 г. романът се издава на френски език с предговор от Цветан Тодоров.
Умира на 21 февруари 2014 г.

## Филмография
- „Рибарят“ (анимационен), 1967, съсценарист
- „Най-дългата нощ“, 1967, сценарист
- „Апостолите“, 1976, съсценарист
- „Записки по българските въстания“, 1976 – 1981, тв, съсценарист и режисьор
- Хотел „Централ“, 1983, сценарист и режисьор
- „Убийства“, 1987, сценарист и режисьор
- „Разводи, разводи“, 1989, съсценарист и сърежисьор
- „Крехко равновесие“, новела, 1989, сценарист и режисьор
- „Софийски камерен оркестър“ (документален), сценарист
- „Бойният пилот“ (док), 1997, съсценарист
- „Следеният човек“, 2022, документален филм за Веселин Бранев, сценарист и режисьор Димитър Коцев-Шошо.[10]

## Награди и отличия
- Орден „Кирил и Методий“ I степен
- Наградата „Златна роза“ за филма „Най-дългата нощ“ (Варна, 1967)
- Награда за филма „Хотел „Централ“ (Авелино, Италия)
- Извънредна награда за документалистика „Хеликон“ за „Следеният човек“ (София, 2007)[11]